# Magnar Ingebrigtsli
Magnar Ingebrigtsli (ur. 11 listopada 1932 w Rindal, zm. 10 września 2001 tamże) – norweski biathlonista i biegacz narciarski. W 1956 roku wziął udział w igrzyskach olimpijskich w Cortina d’Ampezzo, zajmując 30. miejsce w biegu na 15 km. W 1961 roku wystartował na biathlonowych mistrzostwach świata w Umeå, zajmując siódme miejsce w biegu indywidualnym i czwarte w drużynie. Na rozgrywanych dwa lata później mistrzostwach świata w Seefeld in Tirol zajął 28. miejsce w biegu indywidualnym.

## Osiągnięcia w biathlonie

### Mistrzostwa świata
| Rok  | Miejscowość      | Konkurencje | Konkurencje | Konkurencje | Konkurencje | Konkurencje | Konkurencje | Konkurencje |
| Rok  | Miejscowość      | IN          | SP          | PU          | MS          | RL          | MR          | SR          |
| ---- | ---------------- | ----------- | ----------- | ----------- | ----------- | ----------- | ----------- | ----------- |
| 1961 | Umeå             | 7.          | nd.         | nd.         | nd.         | 4.          | nd.         | –           |
| 1963 | Seefeld in Tirol | 28.         | nd.         | nd.         | nd.         | –           | nd.         | –           |

## Osiągnięcia w biegach narciarskich

### Zimowe igrzyska olimpijskie
| Miejsce | Dzień       | Rok  | Miejscowość       | Konkurencja             | Czas biegu | Strata | Zwycięzca        |
| ------- | ----------- | ---- | ----------------- | ----------------------- | ---------- | ------ | ---------------- |
| 30.     | 30 stycznia | 1956 | Cortina d’Ampezzo | 15 km stylem klasycznym | 49:39      | +4:51  | Hallgeir Brenden |